# 尚-路易斯·龐士
尚-路易斯·龐士（Jean-Louis Pons，1761年12月24日—1831年10月14日）是一位法國天文學家。儘管他出身卑微卻自學成名，後來成為有史以來最偉大的目視彗星發現者：1801年至1827年間，龐士發現了三十七顆彗星，比歷史上任何其他人都還要多。
尚-路易斯·龐士在職業生涯中曾在三個天文台工作過：馬賽天文台（他也在那裡接受過培訓）、托斯卡尼皇家公園拉瑪利亞的一個天文台以及佛羅倫斯的一個天文台。
龐斯的工作支持了19世紀一些著名彗星的發現，包括恩克彗星和克羅瑪林彗星，他發現的大多數彗星都具有近拋物線軌道，在長達數千年的時間內不會回歸。

## 天文學
尚-路易斯·龐士於1801年7月11日發現了第一顆彗星，這歸功於查爾斯·梅西耶。他似乎使用自己設計的望遠鏡和鏡頭；他的「Grand Chercheur」（偉大探索者）似乎是一個大口徑、短焦距的儀器，類似於「彗星探測器」。然而，他並不是一個特別勤奮的觀察記錄者，他的筆記常常極其簡單。然而，他發現的彗星數量大約佔當時所有已知彗星的75%。
1813年，他獲得馬賽天文台助理天文學家的職位。
1819年，龐士成為盧卡附近馬利亞新天文台的台長，並於1825年離開，前往佛羅倫薩的天文台（La Specola）教授天文學。大約在那時，他應托斯卡尼大公的要求接受了擔任佛羅倫薩天文台台長。
他發現了五顆週期彗星，其中三顆，龐士-溫尼克彗星、龐士-布魯克斯彗星和龐士-岡巴爾彗星以他的名字命名。1818年11月26日，他觀測到的一顆彗星以約翰·法蘭茲·恩克被命名為恩克彗星，並計算了它的軌道及其公轉周期（然而，恩克繼續將這顆彗星稱為“龐士彗星”）。
龐士也是克羅瑪林彗星的共同發現者，它以前被稱為“龐士-科吉亞-溫內克-福布斯”彗星，以計算其軌道的安德魯·克羅姆林(Andrew Crommelin) 命名。
龐士因在當年發現了三顆彗星而於1818年獲得法國科學院拉朗德獎。他於1820年（與約瑟夫·尼科萊共同）因在馬利亞發現了更多彗星第二次獲得拉朗德獎。他於1827年因在佛羅倫斯天文台發現了另外七顆彗星而第三次獲得了拉朗德獎（與Jean-Félix Adolphe Gambat共同）。

## 外部連結
- Biographical info
- Archive of Museo Galileo （页面存档备份，存于）
- Article about Jean-Lois Pons by the U.S. Naval Observatory （页面存档备份，存于）